# Star Trek: Raumschiff Voyager/Staffel 1
Mit der ersten Staffel begann im Januar 1995 die US-amerikanische Erstausstrahlung der Fernsehserie Star Trek: Raumschiff Voyager. In Deutschland wurde die Staffel von Juni bis September 1996 erstmals gezeigt.

## Episoden und Erstausstrahlung
| Nr. (ges.) | Nr. (St.) | Deutscher Titel            | Originaltitel     | Erstausstrahlung USA | Deutschsprachige Erstausstrahlung (D) | Regie            | Drehbuch                                                                      |
| --- | --------- | -------------------------- | ----------------- | -------------------- | ------------------------------------- | ---------------- | ----------------------------------------------------------------------------- |
| 1/2 | 1/2       | Der Fürsorger              | Caretaker         | 16. Jan. 1995        | 21. Juni 1996                         | Winrich Kolbe    | Michael Piller, Jeri Taylor; Idee: Rick Berman, Michael Piller, Jeri Taylor   |
| Das Föderationsraumschiff USS Voyager ist in den Badlands, im Grenzbereich zwischen der Föderation und der Cardassianischen Union, auf der Suche nach einem Raumschiff der Widerstandsgruppe Maquis. Hier werden beide Raumschiffe von einem Wesen, welches sich selbst als der Fürsorger bezeichnet, in nur wenigen Sekunden in den 70.000 Lichtjahre entfernten Delta-Quadranten entführt. Beide Crews werden dort auf dessen Phalanx teleportiert und nach medizinischen Untersuchungen wieder auf ihre Raumschiffe gebracht. Der Fürsorger hat allerdings keine Zeit, sie auch wieder in den Alpha-Quadranten zu bringen, denn er liegt im Sterben und versucht mit letzter Kraft das Volk der Ocampa mit der für deren Überleben unter der Planetenoberfläche notwendigen Energie zu versorgen. Das Wesen will verhindern, dass nach seinem Tod die Phalanx in die Hände der Völker im Delta-Quadranten fällt, und versucht deren Selbstzerstörung. Als diese aufgrund von technischen Problemen nicht gelingt, beschließen Janeway und Chakotay, der Kommandeur des Maquis-Schiffs, die Phalanx zu zerstören, um so den Ocampa weiter den Schutz vor ihren Feinden zu garantieren. Weil es nötig war, das Raumschiff der Maquis zu opfern, beschließen Janeway und Chakotay an Bord der Voyager eine gemeinsame Crew zu führen und machen sich nun gemeinsam auf den Rückweg in den Alpha-Quadranten. Janeway bleibt Captain und Chakotay wird ihr erster Offizier. Der Talaxianer Neelix und seine Ocampa-Freundin Kes, die der Besatzung im fremden Gebiet hilfreich zu Seite standen, bitten die Voyager auf ihrer Reise begleiten zu dürfen; Neelix bietet seine Dienste als Schiffskoch an. Tom Paris, der eigentlich kein Sternenflottenmitglied ist, wird Pilot der Voyager. |           |                            |                   |                      |                                       |                  |                                                                               |
| 3 | 3         | Die Parallaxe              | Parallax          | 23. Jan. 1995        | 28. Juni 1996                         | Kim Friedman     | Brannon Braga, Idee: Jim Trombetta                                            |
| Commander Chakotay schlägt Lieutenant Torres, eine ehemalige Maquis, als Chefingenieurin der Voyager vor. Captain Janeway ist zuerst skeptisch, denn Torres hat die Akademie ohne Abschluss verlassen und hatte eine körperliche Auseinandersetzung mit Lieutenant Carey, dem ranghöchsten Offizier im Maschinenraum. Nachdem Torres aber einen entscheidenden Beitrag zum Entkommen aus einer Quantensingularität geleistet hat, befördert Janeway sie zur Chefingenieurin. Außerdem wird der Doktor leitender medizinischer Offizier und Lieutenant Paris sein Sanitäter. Kes bekommt den Auftrag, einen hydroponischen Garten anzulegen, den sie selbst vorgeschlagen hat. |           |                            |                   |                      |                                       |                  |                                                                               |
| 4 | 4         | Subraumspalten             | Time and Again    | 30. Jan. 1995        | 5. Juli 1996                          | Les Landau       | David Kemper, Michael Piller; Idee: David Kemper                              |
| Die Voyager entdeckt einen Planeten, der vor kurzem Schauplatz einer entsetzlichen Katastrophe wurde. Während Untersuchungen gelangen Janeway und Paris durch Subraumspalten zurück in die Zeit vor der Katastrophe und erkennen hier, dass es möglich ist, die Ereignisse zu verhindern. Die Crew der Voyager unternimmt unterdessen eine Rettungsaktion und versucht sich in den Subraum zu schneiden. Janeway begreift, dass diese Aktion die Katastrophe in der Vergangenheit überhaupt erst verursachte, und verhindert diese, was die Zeitlinie wieder herstellt und damit die Katastrophe ungeschehen macht. |           |                            |                   |                      |                                       |                  |                                                                               |
| 5 | 5         | Transplantationen          | Phage             | 6. Feb. 1995         | 12. Juli 1996                         | Winrich Kolbe    | Skye Dent, Brannon Braga; Idee: Timothy DeHaas                                |
| Als die Dilithium-Reserven zur Neige gehen, folgt Janeway Neelix' Rat und steuert einen Planeten an, der ein großes Vorkommen an Dilithium verspricht. Als das auf den Planeten transportierte Außenteam fremden Außerirdischen begegnet, kommandiert Chakotay sie zurück auf die Voyager. Nach einem Treffer durch eine hochentwickelte Waffe der Fremden wurden Neelix jedoch die Lungen entfernt. Um ihn zu retten, muss das medizinisch-holografische Notfallprogramm, kurz MHN, seine Lungen durch eine holografische Simulation ersetzen. Die Crew macht sich unterdessen auf die Suche nach dem Fremden. Als sie die zum Volk der Vidiianer gehörenden Angreifer finden, erklären diese, dass Neelix' Lungen bereits in einen ihrer Körper transplantiert wurden. Janeway will nicht das Leben von Neelix gegen das Leben des Fremden eintauschen und will die beiden gehen lassen. Weil die Vidiianer jedoch medizinisch hoch entwickelt sind, helfen sie dem Doktor einen Lungenflügel von Kes gentechnisch so zu verändern, dass er als Transplantat für Neelix geeignet ist. Kes wird medizinische Assistentin – als Hilfskraft oder Ersatz für Tom Paris. |           |                            |                   |                      |                                       |                  |                                                                               |
| 6 | 6         | Der mysteriöse Nebel       | The Cloud         | 13. Feb. 1995        | 19. Juli 1996                         | David Livingston | Tom Szollosi, Michael Piller; Idee: Brannon Braga                             |
| Weil die Energiereserven der Voyager fast erschöpft sind, begibt sich die Crew in einen Nebel, von dem sie glaubt, er könne als Energiequelle nutzbar sein. Als die Mannschaft erkennt, dass es sich bei dem Nebel in Wahrheit um eine Lebensform handelt, versuchen sie die Schäden, die sie verursacht haben, zu beheben und entkommen aus der Kreatur. |           |                            |                   |                      |                                       |                  |                                                                               |
| 7 | 7         | Das Nadelöhr               | Eye of the Needle | 20. Feb. 1995        | 26. Juli 1996                         | Winrich Kolbe    | Bill Dial, Jeri Taylor; Idee: Hilary J. Bader                                 |
| Fähnrich Kim entdeckt ein Wurmloch, das in den Alpha-Quadranten führt, aber zu klein für die Voyager ist. Über eine Sonde nimmt Captain Janeway Kontakt mit einem romulanischen Wissenschaftler am anderen Ende auf, der sich schließlich bereiterklärt, sich testweise hinüberbeamen zu lassen. Es gelingt, aber Lieutenant Tuvok fällt auf, dass der Gast aus dem Jahr 2351 stammt, das 20 Jahre zurückliegt. Wenn die Voyager-Crew durch das Wurmloch in den Alpha-Quadranten gebeamt würde, würde sich also die Geschichte ändern; ebenso, wenn der Wissenschaftler in 20 Jahren die Sternenflotte davor warnen würde, die Voyager in die Badlands zu schicken. Folglich wird er nur mit der Bitte zurückgebeamt, 20 Jahre später persönliche Botschaften der Voyager-Crew an die Sternenflotte weiterzuleiten. Danach weist Tuvok darauf hin, dass der Wissenschaftler laut Datenbanken vor vier Jahren starb; es ist also ungewiss, ob er seinen Auftrag ausführen konnte. |           |                            |                   |                      |                                       |                  |                                                                               |
| 8 | 8         | Die Augen des Toten        | Ex Post Facto     | 27. Feb. 1995        | 2. Aug. 1996                          | LeVar Burton     | Evan Carlos Somers, Michael Piller; Idee: Evan Carlos Somers                  |
| Tom Paris wird nach einem Besuch des Planeten Banea von den Strafverfolgungsbehörden der Baneaner zu Unrecht für einen Mord verurteilt und muss zur Strafe alle 14 Stunden das Verbrechen durch die Augen des Opfers erleben. Tuvok führt eine Gedankenverschmelzung mit Paris durch und kann beweisen, dass dieser Opfer einer Verschwörung von Spionen der Numiri wurde, einer Rasse, mit der die Baneaner Krieg führen, und man die letzten Gedanken des Ermordeten manipuliert hat, um in den zur Strafe in Paris‘ Erinnerung implantierten Gedanken Informationen vom Planeten zu schmuggeln. |           |                            |                   |                      |                                       |                  |                                                                               |
| 9 | 9         | Das Unvorstellbare         | Emanations        | 13. März 1995        | 9. Aug. 1996                          | David Livingston | Brannon Braga                                                                 |
| Durch einen Sensorscan entdeckt die Voyager in einer Gruppe von Asteroiden ein scheinbar bisher unentdecktes chemisches Element. Weil einige der Asteroiden eine Klasse-M-Umgebung haben, werden Chakotay, Harry Kim und B'Elanna Torres hinunter gebeamt, um einen zu untersuchen. Das Außenteam entdeckt das Gräberfeld einer unbekannten Kultur, und Chakotay besteht auf einem respektvollen Umgang mit den Leichnamen und untersucht die Körper und deren spinnwebenartige Umhüllung ohne technische Hilfsmittel. Das unbekannte neue Element scheint ein Nebenprodukt des Zersetzungsprozesses der Toten zu sein. Plötzlich taucht eine Subraumvakuole auf, eine Blase im Subraum, die zwei Orte des Normalraums miteinander verbinden kann. Das Außenteam wird daher zum Schiff zurückgebeamt, allerdings erscheinen nur Chakotay, Torres und eine der eben erst Verstorbenen des Asteroiden auf der Transporterplattform. Der Doktor kann die Tote wiederbeleben, aber Harry Kim bleibt verschwunden. Dieser wurde während des Beamens durch eine Subraumvakuole gezogen und erwacht in einem Sarg (mit Tötungsvorrichtung). Es gelingt ihm durch dieses regelmäßige natürliche Phänomen wieder auf den Asteroiden zurückzukehren, indem er mit dem Nächsten, der in den Tod schreiten soll, die Plätze tauscht. Dieser kommt bei Verwandten in den Bergen unter. |           |                            |                   |                      |                                       |                  |                                                                               |
| 10 | 10        | Das oberste Gesetz         | Prime Factors     | 20. März 1995        | 16. Aug. 1996                         | Les Landau       | Michael Perricone, Greg Elliot; Idee: David R. George III., Eric A. Stillwell |
| Das für seine Gastfreundschaft bekannte Volk der Sikarianer bietet der Voyager an, einige Zeit auf ihrem Planeten Landurlaub zu machen. Harry Kim lernt eine Frau kennen, die ihm Alastria zeigt, einen Ort, den sie mit einer speziellen Transportertechnologie erreichen. Harry erkennt, dass sie hierbei in nur wenigen Sekunden zu einem 40.000 Lichtjahre von Sikaria entfernten Planeten transportiert wurden. Als Harry Captain Janeway hiervon berichtet und das Magistratsmitglied Gathorel Labin gefragt wird, ob sie der Voyager helfen können, ihre Reise zurück in den Alpha-Quadranten zu verkürzen, muss dieser das aufgrund von sikarianischen Gesetzen ablehnen, die ihm verbieten, Technologie mit fremden Spezies zu teilen. Weil auch Janeway entsprechend der obersten Direktive handeln muss, akzeptiert sie dessen Entscheidung. Andere Besatzungsmitglieder der Voyager wollen diese Möglichkeit jedoch nicht ungenutzt lassen, und auch einige der Sikarianer halten ihre eigenen Gesetze für überholt und bieten Harry die Transportertechnologie im Tausch gegen die Schiffsliteratur der Voyager. Als Janeway dem Magistrat diesen Tausch als Alternative anbietet und dieser nochmals ablehnt, erkennt sie, dass der Magistrat die Besatzung der Voyager nur zu seinem eigenen Vergnügen festzuhalten versucht. Janeway will abreisen, aber Torres und einige andere Crewmitglieder planen ohne die Zustimmung des Captain den Tausch mit den Sikarianern vorzunehmen. Dieses Geschäft wird von Tuvok ausgeführt, der damit Janeway ein moralisches Dilemma ersparen möchte und dies daher ohne ihr Wissen tut. Die Technologie funktioniert jedoch nicht wie geplant, und die Voyager wird bei einem versuchten Einsatz fast zerstört. |           |                            |                   |                      |                                       |                  |                                                                               |
| 11 | 11        | Der Verrat                 | State of Flux     | 10. Apr. 1995        | 23. Aug. 1996                         | Robert Scheerer  | Chris Abbott, Idee: Paul Robert Coyle                                         |
| Ein Kazon-Nistrim-Schiff sendet ein Notsignal. Ein Voyager-Außenteam stellt fest, dass eine Explosion stattfand, als die Kazon versuchten, ein Föderations-Gerät in ihr Schiff einzubauen. Die Hardware kann zunächst nicht geborgen werden. Der einzige Überlebende wird auf die Voyager gebeamt. Bei der Suche nach kompatiblen Blutspendern bemerkt Kes, dass von Seska keine Blutprobe vorliegt. Diese sagt, ihr Blut sei bei einer Kinderkrankheit infiziert worden und damit unbrauchbar. Sie gibt aber eine Blutprobe ab. Die Verdächtigen für die Weitergabe der Föderations-Hardware an die Kazon sind Seska, die bei einer Außenmission Gelegenheit dazu gehabt hätte, und Carey, von dessen Station im Maschinenraum ein Signal gesendet wurde. Seska beamt unerlaubt auf das Kazon-Schiff, um das Gerät zu bergen, wird aber bei einer Explosion verletzt. Der Erste Maj Cullah der Kazon-Nistrim besucht den überlebenden Kazon und lässt ihn umbringen. Nachdem das Föderations-Gerät geborgen wurde, identifiziert Torres es als Nahrungsreplikator aus Voyager-Material. Inzwischen haben der Doktor und Kes Seskas Blut analysiert. Ihre Schlussfolgerungen: Seska ist keine Bajoranerin, sondern wahrscheinlich Cardassianerin. Sie erklärt dieses Ergebnis mit einer Knochenmarkstransplantation, die sie von einer Cardassianerin erhalten habe. Chakotay sagt ihr, es werde zur Zeit ermittelt, woher genau die Replikator-Bauteile stammen. Tuvok gibt Carey dieselbe Information. In die Inventar-Datenbank wird daraufhin Seskas Sicherheitscode eingetragen. Der Zugriff erfolgte von der Krankenstation aus, wo Seska liegt. Außerdem sagt der Doktor, eine Knochenmarkstransplantation könne ihre Blutanomalie nicht erklären. Seska ist überführt und begründet ihren Verrat mit der Notwendigkeit, die Gesetze der Föderation zu brechen, um einen Weg in den Alpha-Quadranten zu finden. Sie meint, die Kazon-Nistrim seien mögliche Verbündete. Dann beamt sie sich auf ein Kazon-Schiff. |           |                            |                   |                      |                                       |                  |                                                                               |
| 12 | 12        | Helden und Dämonen         | Heroes and Demons | 24. Apr. 1995        | 30. Aug. 1996                         | Les Landau       | Naren Shankar                                                                 |
| Janeway und Torres beamen Proben eines Protosterns an Bord. Kim soll bei der Analyse helfen, aber er ist in einem Beowulf-Holoroman verschwunden. Das Programm kann nicht beendet werden, und die Sicherheitsprotokolle funktionieren nicht. Chakotay und Tuvok suchen nach Kim. Man erzählt ihnen, dass „Beowulf“ (Kim) im Kampf vom Monster Grendel getötet worden sei, das jede Nacht einen Krieger hole. Janeway und Torres schließen aus Chakotays und Tuvoks Tricorder-Daten, dass photonische Energie des Protosterns ins Holodeck gelangt sein könnte. Möglicherweise wurde Kim dadurch in Energie umgewandelt. Auch Chakotay und Tuvok verschwinden bei der Konfrontation mit „Grendel“, und der Doktor wird auf die Suche geschickt, da er als Hologramm weniger gefährdet erscheint. Als er auf das „Monster“ trifft, analysiert er es als photonische Energieformation. Er entkommt knapp. Torres schließt aus den Tricorder-Daten des Doktors, dass die photonische Energie intelligent sein könnte, und untersucht mit Paris noch einmal die Proben des Protosterns. Daraufhin „flieht“ eine Probe und zeigt dabei intelligentes Verhalten. Sie verschwindet in einem photonischen Gitter, in dem die Voyager drei bioelektrische Muster registriert. Janeway nimmt an, dass dies die vermissten Besatzungsmitglieder sind, die von photonischen Lebewesen im Protostern als Geiseln genommen wurden, als Reaktion auf die „Entführung“ der Proben des Protosterns durch die Voyager. Der Doktor geht wieder aufs Holodeck und übergibt die letzte Probe „Grendel“. Daraufhin lässt dieser Kim, Chakotay und Tuvok frei. |           |                            |                   |                      |                                       |                  |                                                                               |
| 13 | 13        | Bewusstseinsverlust        | Cathexis          | 1. Mai 1995          | 6. Sep. 1996                          | Kim Friedman     | Brannon Braga, Idee:Brannon Braga, Joe Menosky                                |
| Chakotay und Tuvok kehren per Shuttle von der Erkundung eines Nebels aus dunkler Materie zurück. Chakotay ist hirntot, und ihm wurde die gesamte bioneurale Energie aus dem Gehirn gezogen. Tuvok berichtet, dass sie von einem Raumschiff angegriffen wurden. Dessen Ionenspur führt in den Nebel. Mehrere Versuche der Voyager-Besatzung, zum Nebel zurück zu fliegen, scheitern an Sabotageakten durch Crewmitglieder, an die sich diese nachträglich nicht erinnern können; sie standen offenbar zeitweise unter dem Einfluss eines fremden Verstandes. Kes hat eine entsprechende telepathische Präsenz gespürt. Kurz darauf liegt sie im Koma; offenbar ist Tuvok dafür verantwortlich. Auf Paris’ Vorschlag bereitet Torres einen Magneton-Scan vor, um das Wesen zu lokalisieren. Der Scan soll schiffsweit durchgeführt werden und wird kurzzeitig alle benommen machen. Auf der Brücke fährt das Wesen in Janeway, die Tuvok angreift. Ein Kampf bricht aus, und nacheinander werden verschiedene Besatzungsmitglieder besessen. Schließlich siegt Tuvok. Als die Voyager den Nebel erreicht hat, entdeckt Janeway, dass die Ionenspur scheinbar zu einem antriebslosen Schiff gehört. Sie ist überzeugt, dass Tuvok lügt, und befiehlt die Umkehr. Tuvok erklärt sie für besessen, übernimmt das Kommando und steuert Voyager in den Nebel. Die dort lebenden Wesen haben es auf die neurale Energie der Besatzung abgesehen. Torres sabotiert, anscheinend unter Chakotays Kontrolle, den Antrieb erneut. Janeway löst den Magneton-Scan aus; Tuvok ist benommen und wird überwältigt. Das Energiewesen verlässt ihn, und Voyager fliegt aus dem Nebel. Als der Doktor Chakotay aufgeweckt hat, erklärt der, dass er nach dem Angriff auf das Shuttle körperlos, aber bei Bewusstsein war und somit andere besitzen konnte. |           |                            |                   |                      |                                       |                  |                                                                               |
| 14 | 14        | Von Angesicht zu Angesicht | Faces             | 8. Mai 1995          | 13. Sep. 1996                         | Winrich Kolbe    | Kenneth Biller, Idee: Jonathan Glassner, Kenneth Biller                       |
| Auf einer Außenmission werden die Lieutenants Torres, Paris und Durst von den Vidiianern gefangen. Diese entziehen Torres die klingonische DNA, so dass sie komplett menschlich ist, und züchten daraus eine erwachsene klingonische Torres, um zu testen, ob Klingonen immun gegen die Seuche sind. Der Test ist erfolgreich. Chefchirurg Sulan findet die klingonische Torres anziehend. Er tötet Durst und transplantiert sich dessen Gesicht, um weniger abstoßend auf sie zu wirken, aber sie befreit sich. Ein Kraftfeld um die vidiianische Basis verhindert das Beamen mehrerer Leute auf einmal, aber Commander Chakotay wird, als Vidiianer verkleidet, durch eine kleine Öffnung im Kraftfeld hinein gebeamt. Inzwischen befreit die klingonische Torres die menschliche. Sie begreifen, dass keine ohne die andere fliehen kann ‒ die Klingonin ist stärker und mutiger, aber der Mensch ist beherrschter. Es gelingt ihr, das Kraftfeld zu deaktivieren. Sulan taucht auf, wird aber von Chakotay in Schach gehalten, der inzwischen Paris befreit hat. Als Sulan auf die menschliche Torres schießt, springt die klingonische Torres in die Schusslinie; sie wird verletzt und stirbt nach der Rückkehr zur Voyager. Weil die menschliche Torres bestimmte Proteine kaum synthetisieren kann, muss der Doktor klingonische DNA in ihren Körper reintegrieren ‒ sie wird sich wieder vollständig fühlen, aber den Rest ihres Lebens mit ihrem klingonischen Ich kämpfen. |           |                            |                   |                      |                                       |                  |                                                                               |
| 15 | 15        | Dr. Jetrels Experiment     | Jetrel            | 15. Mai 1995         | 20. Sep. 1996                         | Kim Friedman     | Jack Klein, Karen Klein, Kenneth Biller; Idee: James Thornton, Scott Nimerfro |
| Auf die Voyager kommt ein Wissenschaftler namens Jetrel, der vor Jahren die Metreon-Kaskade entwickelt hat, eine Massenvernichtungswaffe, die gegen den talaxianischen Mond Rinax eingesetzt wurde. Neelix' Familie ist dabei umgekommen. Nun möchte Jetrel Neelix untersuchen. Er behauptet, dieser sei nach dem Einsatz der Kaskade Metreon-Isotopen ausgesetzt gewesen und habe sich dabei möglicherweise eine tödliche Strahlenkrankheit zugezogen. Bei der Untersuchung stellt sich laut Jetrel heraus, dass Neelix die Krankheit hat. In Wirklichkeit ist Neelix aber gesund. Jetrel ist selbst krank und hat nur noch wenige Tage zu leben. Sein tatsächlicher Plan ist, viele Opfer von Rinax zurückzubringen, indem er mit Hilfe des Transporters der Voyager ihre Atome wieder vereint. Sein Plan schlägt jedoch fehl. Er stirbt an der Krankheit. Vorher verzeiht Neelix ihm. |           |                            |                   |                      |                                       |                  |                                                                               |
| 16 | 16        | Erfahrungswerte            | Learning Curve    | 22. Mai 1995         | 27. Sep. 1996                         | David Livingston | Ronald Wilkerson, Jean Louise Matthias                                        |
| Einige Besatzungsmitglieder, die vorher dem Maquis angehörten, haben Schwierigkeiten, sich an das Sternenflottenprotokoll zu gewöhnen, und fallen durch Eigenmächtigkeiten bis hin zur Befehlsverweigerung auf. Tuvok konzipiert einen Lehrgang für sie. Bei den ersten Übungen schneiden die Ex-Maquis schlecht ab und werden in ihrer ablehnenden Haltung gegenüber der Sternenflotte eher bestärkt. Das Eis bricht erst, als Tuvok entgegen den Sternenflotten-Vorschriften einem von ihnen das Leben rettet und dabei sein eigenes riskiert. |           |                            |                   |                      |                                       |                  |                                                                               |